# Chinameca (Morelos)
Chinameca é um povoado no estado mexicano de Morelos. A cidade contava em 2010 com uma população de 2 887 habitantes e sua principal atividade econômica é a agricultura.
Chinameca é o local onde foi assassinado Emiliano Zapata, em 10 de abril de 1919, pelos homens de Jesús Guajardo.